# Agylla subochracea
Agylla subochracea är en fjärilsart som beskrevs av Paul Dognin 1914. Agylla subochracea ingår i släktet Agylla och familjen björnspinnare. Inga underarter finns listade i Catalogue of Life.